# أسفلت 4: سباق النخبة
أسفلت 4 سباق النخبة أو Asphalt 4: Elite Racing هي لعبة سباق تم نشرها وتطويرها بواسطة غيم لوفت. تم إصداره على نظام آي أو إس وآي بود في 28 أغسطس 2008؛ إن-غيج في 20 يناير 2009؛ الهواتف المحمولة في منتصف يوليو 2008؛ ودي أس آي واير في 6 يوليو 2009. تمثل هذه اللعبة أول لعبة في سلسلة أسفلت يتم إصدارها لنظام آي أو إس. تم إيقاف اللعبة لاحقًا، في عام 2014، بعد إزالة أسفلت 5 من متجر التطبيقات.

## طريقة اللعب
تتكون طريقة اللعب من مجموعة متنوعة من الأحداث:
- سباق عادي: حيث يبدأ اللاعب من أسفل الشبكة ويتنافس ضد سبعة متسابقين آخرين، بهدف رئيسي هو المركز الأول في نهاية ثلاث لفات، مع تجنب طرادات الشرطة وحواجز الطرق.
- سباق مع الوقت: في هذا الوضع هذف اللاعب هو التسابق قبل نفاذ الوقت المحدد، بحيث يحصل إما على المركز الأول (ذهب)، أو الثاني (فضة)، أو الثالث (برونز)
- الإنجراف: سباق من أجل الإنجراف لمسافات محددة في ثلاث لفات للحصول على أحد المراكز الثلاث.

* أهزمهم جميعًا: في هذا الوضع، هدف اللاعب هو تحطيم عدد معين من سيارات السباق المنافسة أو سيارات الشرطة قبل نهاية الدورة الثالثة. 
- مطاردة الشرطة: يتميز هذا الوضع بالمتسابق الذي يقوم بدور الشرطي، وذلك بهدف تحطيم المتسابق الرئيس، دون الإضرار بالمتسابقين الآخرين والسيارات المدنية.
* المبارزة: سباق «واحد لواحد» حيث يجب على اللاعب اللحاق بالخصم الوحيد وتجاوزه ليحتل المركز الأول في نهاية جولتين للفوز.

## التطوير
تم تطوير أسفلت 4 لأول مرة في عام 2008 للهواتف المحمولة ولنظامي التشغيل آي أو إس وآي بود التي تحتوي على عجلات نقر.

## التقييمات
تلقى أسفلت 4 تقييمات إيجابية بشكل عام وفقًا لمجمع المراجعة ميتاكريتيك.
قالب:إستعراض لعبة الفيديو